# Suivez cet avion
Pour plus de détails, voir Fiche technique et Distribution.
Suivez cet avion est un film français réalisé par Patrice Ambard, sorti en 1989.

## Synopsis
Rémi Cerneaux est employé dans une entreprise américaine d'informatique. Il est solitaire et taciturne, probablement à cause de son expérience sentimentale où chacun de ses mariages a abouti à un divorce. Pourtant, une jeune femme de l'entreprise s'intéresse à lui et va user des techniques les plus inventives pour tenter de le séduire. Il est retourné vivre chez sa mère qui est extrêmement possessive à son égard au point de le faire filer par un détective. Pour fuir sa mère, il décide de louer une maison sous un faux nom auprès d'une vieille dame aux airs pieux. Mais cette dernière semble cacher un autre visage. Étrangement, un braquage se produit dans la banque voisine le jour de son emménagement, il est donc rapidement le premier suspect. L'enquête est confiée à un étrange commissaire et à son non moins étrange assistant stagiaire. Rémi Cerneaux n'aura pour seule solution que de se réfugier chez la femme qui le convoite...

## Fiche technique
- Titre : Suivez cet avion
- Réalisation : Patrice Ambard
- Scénario : Patrice Ambard et Alain Etève
- Production : Gilbert de Goldschmidt, Jean-Bernard Fetoux, Xavier Larère et Alain Mayor
- Musique : Roland Romanelli et Didier Vasseur
- Photographie : Bertrand Chatry
- Montage : Nicole Saunier
- Pays d'origine :  France
- Format : couleur
- Genre : comédie
- Durée : 87 minutes
- Date de sortie : 1989

## Distribution
- Lambert Wilson : Rémi Cerneaux
- Isabelle Gélinas : Elisabeth Martini
- Claude Piéplu : Ascar
- Clovis Cornillac : le stagiaire d'Ascar
- Maria Meriko : Mademoiselle Villeneuve
- François Berléand : Combette
- Yvonne Clech : la mère de Rémi
- Armand Mestral : l'ecclésiastique
- Jean-Pierre Castaldi : le chauffeur de taxi
- Philippe Mareuil : le patron du restaurant
- Jean Badin : Philippe
- Jacques Marchand : le monsieur de la cantine
- Claude Giraud : Laporte
- François-Régis Marchasson : l'adjoint de Laporte
- René Loyon : le flic évadé
- Jean Périmony : le metteur en scène
- François Beaulieu : Hamlet
- Muse Dalbray : la dame aveugle
- Mohamed Camara : le postier
- Michèle Laroque : l'hôtesse de l'air
- André Debaar : le monsieur du taxi